# Coccidie
Coccidiasina, Coccidia
Sous-classe
Les Coccidies (Coccidiasina ou Coccidia) sont une sous-classe de protistes de la classe des Conoidasida. Elles causent des infections appelées coccidioses qui peuvent parfois être confirmées par un examen parasitologique des selles.

## Liste des ordres
Selon le World Register of Marine Species (21 novembre 2023) :
- Agamococcidiorida
- Eucoccidiorida
- Protococcidiorida